# 伦道夫·邱吉尔勋爵
伦道夫·亨利·斯宾塞-丘吉尔 勋爵（英語：Lord Randolph Henry Spencer-Churchill；1849年2月13日—1895年1月24日），是英國政治家。邱吉爾是保守黨激進分子，並創造了"保守黨民主"一詞。 他激勵了一代黨的管理者，創建了保守黨全國聯盟，並在現代預算報告中開闢了新天地， 吸引了來自各個政治領域的欽佩和批評。他最尖銳的批評者在他自己的黨內，在他最親密的朋友中。 但他對索爾茲伯里侯爵的不忠卻是他輝煌的職業生涯結束的開始。他的大兒子温斯頓·丘吉爾在1906年為他寫了一本傳記。 